# Веселин Ханчев

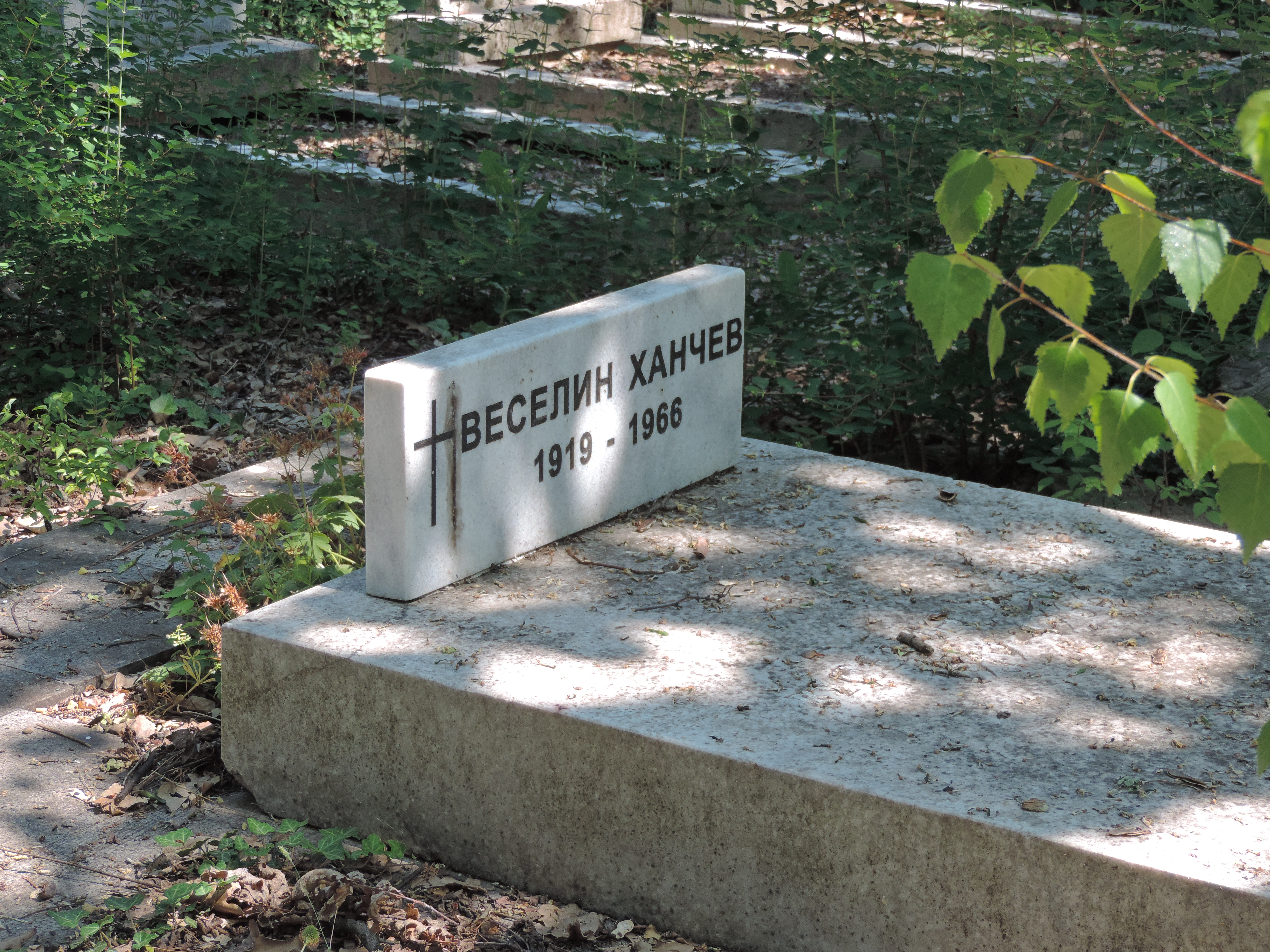
Могила Веселина Ханчева на Софійському центральному цвинтарі.

Весели́н Симео́нов Ха́нчев (болг. Веселин Симеонов Ханчев, * 4 квітня 1919, Стара Загора, Болгарія — † 4 листопада 1966, Софія, Болгарія) — болгарський поет, публіцист, драматург, перекладач і критик.

## Біографія
Народився в сім'ї Симеона Ханчева і Невени Азманової Ханчевої. Закінчивши гімназію в Старій Загорі, Веселин Ханчев навчався на юридичному факультеті Софійського університету (1941—43). З 1944 року він вступив у Болгарську комуністичну партію. Взяв участь у Другій світовій війні (1944—45), був на посаді помічника редактора (1938—1943) в газеті «Литературен глас» («Літературний голос»), керівника відділу літератури і мистецтва в «Радіо „Софія“» (1945), редактора (від 1958) журналу «Пламък» («Пломінець») і драматурга в Народній опері (1949—51) та в Софійському театрі сатири. Працював радником у питаннях культури при болгарському посольстві у Варшаві (1962—64) та Парижі (1964—66). У 1963-му Ханчеву дали звання заслуженого діяча культури Болгарії. Двічі (1959 і 1962) він ставав лауреатом Димитровської премії. Був одружений, мав двох дочок — Елку і Рум'яну. В останні роки життя дуже важко хворів на рак, але писав вірші до самого кінця.

## Творчість
Уперше надрукувався 1934 року. Співпрацював з газетами «Час» («Година»), «Литературен глас» («Літературний голос»), а після 1944 року — з усіма літературними періодичними виданнями. У своїй першій збірці віршів «Испания на кръст» («Іспанія на хресті»), яка присвячена громадянській війні в Іспанії, переважають пацифістські настрої, протест проти війни. В образі розп'ятої Іспанії прочитувалась Болгарія, керована антинародним урядом. Новим етапом творчого розвитку стала збірка «Стихове в паласките» («Вірші в патронташах») — лірична оповідь про героїзм і мужність болгарських солдатів у Другій світовій війні. У Веселина Ханчева завжди були в єдності та гармонії громадянське і особисте. Йому вдалось обійти притаманні соціалістичному реалізму декларації й гасла. Любов до людей пережита й усвідомлена поетом як необхідна умова індивідуального творчого життя. Лірика Ханчева драматична, але має в собі напрочуд багато світла, віри в перемогу доброти над ненавистю. Уже смертельно хворий, він творив хоч і пронизані болем, але все ж таки життєлюбні вірші. «Люди, ось діагноз моєї хвороби — я живу», написано у вірші «Жив съм» — «Я живу». Один із прощальних творів поета — це короткий місткий вірш «Постъпване в болницата» — «Прибуття в лікарню» (переклав українською Олег Король):
| ПОСТЪПВАНЕ В БОЛНИЦАТА Мога ли в стая с единствен креват, докторе, да оживея? Има ли стая за целият свят? В нея сложете ме, в нея! |

| ПРИБУТТЯ В ЛІКАРНЮ Лікарю, в цій тісноті, ну скажіть, Як же я зможу ожити? Є тут палата, велика, як світ? В ній ви мене положіте! |

Веселин Ханчев відомий також як драматург. Він написав п'єси «Злато» («Золото»), «Отровен гълъб» («Отруєний голуб»), «Двамата и смъртта» («Двоє і смерть»), а також сценарій фільму (не реалізований) «Крали Марко» («Кралі Марко»). Переклав «Героїчну комедію» Ростана (1961), твори французьких (Жак Превер) і російських поетів. Вірші Веселина Ханчева перекладено німецькою, польською, румунською, російською, українською, угорською, французькою, чеською, японською та іншими мовами.

## Нагороди і почесті
- 1959, 1962 — Димитровська премія
- 1963 — звання заслуженого діяча культури Болгарії
- 1963 — звання почесного громадянина Старої Загори[7]
- З 1984-го у Старій Загорі щороку влаштовують Національний молодіжний конкурс поезії імени Веселина Ханчева[8]. У ньому можуть взяти участь поети у віці 14 — 25 років, які ще не видали ні одної поетичної збірки. Нагородою переможцеві стає публікація його першої збірки поезій[9].
- Іменем Веселина Ханчева названо середні школи № 142 і № 9 відповідно в Софії та Старій Загорі, а також вулиці в тих же містах.
- У Старій Загорі, в будинку № 41 на вулиці Сави Сілова, де жив Веселин Ханчев, відкрито його меморіальну кімнату[10].

## Твори

### Поезія
- Испания на кръст, 1937 — «Іспанія на хресті» (збірка віршів)
- Избрани стихове, 1948 — «Вибрані вірші» (збірка віршів)
- Знаме на дружбата, 1952 — «Знамено дружби» (збірка віршів для піонерів)
- Луиджи, 1953 — «Луїджі» (поема)
- Стихове в паласките, 1954, (1957, 1960) — «Вірші в патронташах» (збірка громадянської лірики)
- Смешен пантеон, 1957 — «Смішний пантеон» (збірка віршів)
- Лирика, 1960 — «Лірика»
- Машината на времето, 1960 — «Машина часу» (збірка віршів)
- Роза на ветровете, стихотворения, 1960 — «Роза вітрів» (збірка віршів)
- Чудната врата, 1960 — «Дивовижні двері» (збірка віршів для дітей)
- Лирика, 1961 — «Лірика»
- Стихотворения, 1962 — «Вірші»
- Пъстро ято, 1963 — «Строката зграя» (збірка віршів для юнацтва)
- За да останеш, 1965 — «Щоб ти залишилася» (вибрана лірика)
- Свирепият славей, сатирични стихотворения, 1965 — «Лютий соловей» (збірка сатиричних віршів)
- Стихотворения, 1966 (II изд. на Библиотека за ученика) — «Вірші» (ІІ видання, «Бібліотека учня»)
- Стихотворения, 1966 — «Вірші»
- Избрани произведения, 1969 — «Вибрані твори» (під редакцією і з передмовою Е. Петрова)
- Избрани творби, 1976 (1980, 1986) — «Вибрані твори»
- Жив съм, стихове, 1987 — «Я живий» (збірка віршів)
- Вірш Веселина Ханчева «Останній лист»
- Вірш Веселина Ханчева «Під бузком»

### Драматургія
- «Малки пиеси за големи сърца» — «Маленькі п'єси для великих сердець» (одноактна п'єса, опублікована посмертно в 1967)
- «Злато» — «Золото» (п'єса)
- «Отровен гълъб» — «Отруєний голуб» (п'єса)
- «Двамата и смъртта» — «Двоє і смерть» (п'єса)
- «Крали Марко» — «Кралі Марко» (не реалізований сценарій фільму)

### Сценарії
- «Години за любов» («Роки для кохання»), художній фільм, кіностудія «Бояна» (Болгарія), 1957

## Переклади творів Ханчева українською
- Добірка віршів Веселина Ханчева в книжці «Антологія болгарської поезії» (переклав Дмитро Павличко), Київ, «Основи», 2006, стор. 250 — 265
- Вірш Веселина Ханчева «Ленін» із видання «Автографи». Одеса, «Маяк», 1988 (перекладач Анатолій Глущак)